# Georg von der Lippe
Georg Friedrich Hugo Louis von der Lippe (* 17. Januar 1866 in Oldenburg; † 7. Juli 1933 in Berlin) war ein deutscher Offizier, zuletzt im Rang eines Generalleutnants.

## Herkunft
Seine Eltern waren Bernhard Elimar August Georg Friedrich Wilhelm von der Lippe (* 14. September 1826; † 23. November 1886) und dessen Ehefrau Ida Emilie Juliane Martens (* 31. März 1833; † 10. Oktober 1881). Sein Bruder Friedrich Wilhelm Elimar (1854–1935) wurde ebenfalls Generalleutnant.

## Leben und Wirken
Als Fahnenjunker begann er 1883 seine militärische Laufbahn im Feldartillerie-Regiment 26, in welchem er ab 1898 als Hauptmann und Batteriechef eingesetzt wurde. 1908 übernahm er als Major und Kommandeur die II. Abteilung des Feldartillerie-Regiments 63. 1914 wurde er als Oberstleutnant Kommandeur des Feldartillerie-Regiments 37, 1915 als Oberst Kommandeur des Feldartillerie-Regiments 73 und 1916 Kommandeur der 31. Feldartillerie-Brigade. Zum Ende des Ersten Weltkriegs (per 18. Oktober 1918) wurde er noch zum Generalmajor ernannt. In die Reichswehr wurde er 1919 übernommen als Kommandeur der Reichswehr-Brigade 25, dann als Artillerieführer der Reichswehr-Brigade 15 und schließlich 1920 als Artillerieführer III in Berlin. Nachdem er am 29. September 1921 noch den Charakter als Generalleutnant erhalten hatte, erfolgte am 31. Januar 1922 seine Verabschiedung aus dem militärischen Dienst.
Er war darüber hinaus auch Ehrenritter des Johanniterordens.

## Familie
Mit seinen Brüdern Rudolf, Walter und Wilhelm von der Lippe war er am 10. November 1887 in den preußischen erblichen Adelsstand aufgenommen worden. Seit 1893 war er verheiratet mit Marie Helene Luise am Ende (* 15. September 1870), eine Tochter des Kommandanten von Berlin Generalmajors Ludwig am Ende (1833–1911). Das Paar hatte eine Tochter: Edith (* 5. Dezember 1896).
Seine Grabstätte befindet sich auf dem Südwestkirchhof Stahnsdorf.